# 近親愛

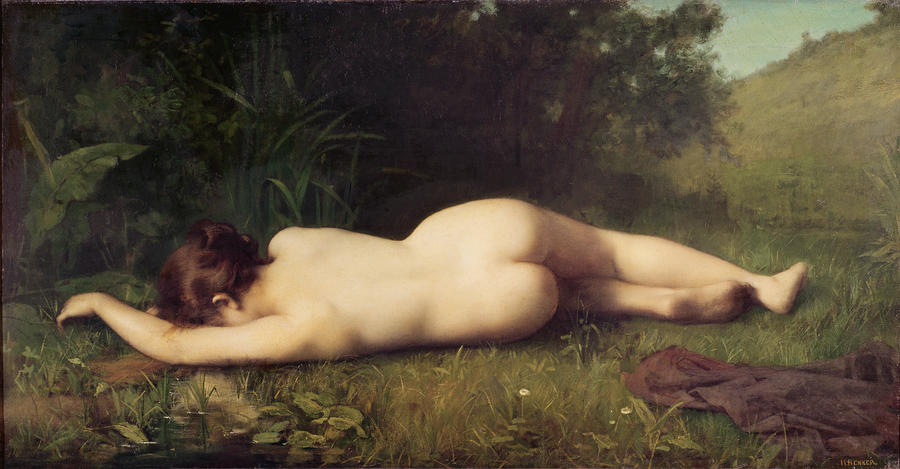
ジャン＝ジャック・エンネル『泉に変わるビュブリス』
カウノスに恋をした彼の双子の妹ビュブリス。

近親愛（きんしんあい）は、近親者同士の愛情を示す用語である。近親者同士の恋愛を同性愛などと並べる際に用いられることがある。英語では血族を意味する"Consanguinity"に性的興味を表す"amory"を組み合わせてコンサングィナモリー（Consanguinamory）と呼ばれることがある。
多くは近親相姦と同一視されるがそうではない。例えば、異性愛と性行為が同一でないように、感情的な要素と実際の行動は別物であり、それには異なった意味合いがある。近親愛にはファンタジーとしての要素があるが、これについては様々な論者がいる。ジークムント・フロイトは近親相姦的感情が抑圧される事が、自我の成長をもたらすと考えた。オットー・ランクはオイディプスの伝説にしばしば同性愛のテーマが付随する事を指摘し、同性愛のタブーが近親相姦のタブーに転じる事を指摘している。

## 社会的論争
近親相姦には害がないという事を主張する論者もいる。特にアルフレッド・キンゼイの時代に起こった性革命を支持する立場はそうである。こういった人たちの場合、近親相姦は子供の性解放であると主張される。キンゼイ報告によれば、4441人の調査対象女性のうち24%が子供時代に性的虐待を受けており、近親者による性的虐待は5.5%、父親または義理の父親によるものは1.0%に見られるという報告がされていた。それどころか、この報告は矮小化されたものであり子供時代に大人にアプローチされたのは実際には8割に上っていた。なお、キンゼイ報告は性的虐待とされる上限年齢を思春期開始の時期まで下げていたが、キンゼイ報告はランダム調査ではなかったので、調査にバイアスがかかっていた可能性はある。キンゼイはそのような発生率を見て慌てふためき、このような体験を当惑すべき事ではないと周囲を納得させたのである。
アメリカ合衆国ではキンゼイの同僚であるウォーデル・ポロメイは、1976年に「フォーラム」誌上で近親相姦タブーを見直す必要を訴えたが、その他にも1977年には「ペントハウス」誌で社会学者ウォーレン・ファーレムのフィリップ・ノーベルによるインタビューが載せられ、問題は子供の性解放だといった感じの論を展開した。1978年には同様のエドワード・ヘバールによる議論が「ハスラー」誌で載せられ、ヘバールは近親相姦を違法とする法律の撤廃を訴えていたが、ジュディス・ハーマンのように実際のケースで後遺症が残るケースが多いとして、この動きを批判する論者もいた。ダイアナ・ラッセルは兄妹・姉弟間の性交渉や、父娘間の性交渉もアメリカ合衆国内で常に非難されるとは言えなくなってきており、兄妹・姉弟やいとこ同士で、非搾取的な性関係を結んでいるケースや、当事者が肯定的、もしくは良くも悪くもなく受け止めているケースが存在すると指摘している。

## 事例研究
ウィリアム・ワーズワースと妹ドロシー・ワーズワースは兄妹とは思えないほどの深い恋慕の情を互いにやり取りしており、ドロシーが6歳で兄とは別に伯母の家で養育されるようになった後も手紙で情熱的な言葉を交わしていた。ウィリアムは大学最後の夏休みにスイス旅行した時に妹に宛てた手紙の中で「このすばらしい景色を君と一緒に楽しむことが出来れば」という思いを吐露している。1793年のドロシーの手紙では、3年以上兄妹が顔を合わせる機会に恵まれなかったためか、「いかなる愛も、私の最初にして最愛の男友達である兄ウィリアムほど私を強く結びつける人は他にいないと確信している」と一層情熱的な言葉になっているのが見受けられる。1794年にハリファックスの伯母の家で兄妹が再会した時はそこで数週間過ごした後、4月初めに二人だけで湖水地方を旅した。旅の途中、ライダル湖の東端で兄と一緒に散歩路を通ってグラスミアに向かった時のことを、ドロシーは8年後の日記に「この道が大好きだ。この道を兄と二人で歩いたから」と記述している。その後、二人は1か月半の間ウィンディ・プラウの家で暮らした。ウィリアムは1802年にメアリーと結婚するが、ドロシーは結婚式の前夜、兄の結婚指輪をはめていた。結婚式の当日にドロシーはウィリアムに指輪を差し出すが、ウィリアムは受け取った指輪をもう一度ドロシーの指に嵌めて情熱的な祝福（キス）をした。F.W.ベイトソンはウィリアムの作品ルーシー・ポエムに触れ、「ワーズワースが直面した危機は、妹と互いに愛し合っていることをはっきりと自覚したことだった。それ以来彼は近親相姦の意識を無理やり払いのけてきたが、彼の潜在意識の中にいつまでも消えずに残っていた」と分析している。
フリードリヒ・ニーチェは妹のエリーザベト・フェルスター＝ニーチェと幼い頃から仲睦まじく、ニーチェはエリーザベトに対して「実のところ自分はいつも君のことを思っていて、先日二人で一緒に過ごした時のことを夢にまで見る」という手紙を送っている。エリーザベトはニーチェを敬愛すると共に強い独占欲を持ち、ニーチェがアナ・レッテルやルー・アンドレアス・ザロメと親しくしていることに激しく嫉妬した。エリーザベトの兄に対する固執は彼女が早い時期に複数の求婚を拒否した理由の一つであったとも説明されており、エリーザベトはニーチェに宛てた手紙で「未婚という結果に終わっても、私のことを悪く思わないでほしい。そして、私が年をとってもどうか私を愛し続けてほしい」と書いている。ニーチェがバーゼル大学の教授職にある時代に、兄妹は累計3年半にわたって共同生活を行っているが、その様子は「一種の兄妹婚」と評された。エリーザベトは短い期間、小説家を志望して短編小説を書き上げているが、その内容はエリーザベトの身辺の人物像を暗示するかのような作法になっており、ニーチェを思わせる登場人物がエリーザベトを思わせる登場人物と結婚する所で幕が閉じられるその結末は、近親相姦の幻想を匂わせているともいわれる。エリーザベトはニーチェが発狂した後も1891年にニーチェから兄と妹の絆を強調する手紙を貰ったことを述べたり、ニーチェは死ぬ直前にも自分のことをうれしそうにエリーザベトと呼んだと主張した。1951年には、ニーチェとエリーザベトが性的な関係にあったということを描写しているニーチェの手による著作と称する『妹と私』という書物が出版された。
ナサニエル・ホーソンの母方の4代前の祖先のニコラス・マニングは、自身の二人の妹と性的関係を結んでおり、またホーソン自身も姉のエリザベスと姉弟感情への固着を持っていた。岩田強はエリザベスが生涯独身であったことについて触れ、彼女が弟を愛し崇拝していたということ、また弟の結婚相手を憎悪していたということを慮ると、近親相姦的感情の存在は否定しきれないと分析している。
桜庭一樹は、少年は殺人者になることによって現実を超越しようとするのに対し、少女は近親相姦で俗物たる大人の頭上を越えようと考えると倉橋由美子『聖少女』の解説で述べている。澁澤龍彦は、近親相姦はこの上なく甘美なものだ、という固定観念を抜きがたく思っていると告白した上で、その理由について相手の中に自分の自己愛を投入してしかもそれを自分の目で見ることが出来るというユートピア的状況を想像してしまうからではないかとした。

## 小説
スタンダールは『アンリ・ブリュラールの生涯』という自伝的小説で、母親に対する愛情表現を繰り返し書いている。スタンダールは母親のアンリエットに恋をしていたと書いており、それはのちに恋人アルベルト・ド・リュバンプレを愛した時と全く同じ性格を持っていたと述べている。スタンダールは母の体中にキスしたり、母の裸を見ることを願い、父が来て母子のキスをじゃまするのを憎んだ。そして、いつも母の乳房にキスしたかったとしている。